# Dead or Alive (zespół muzyczny)
Dead or Alive – brytyjski zespół muzyczny powstały w 1980 roku w Liverpoolu, działający początkowo pod nazwą Nightmares in Wax. Najbardziej znanym ich utworem jest piosenka „You Spin Me Round (Like a Record)”.

## Historia zespołu

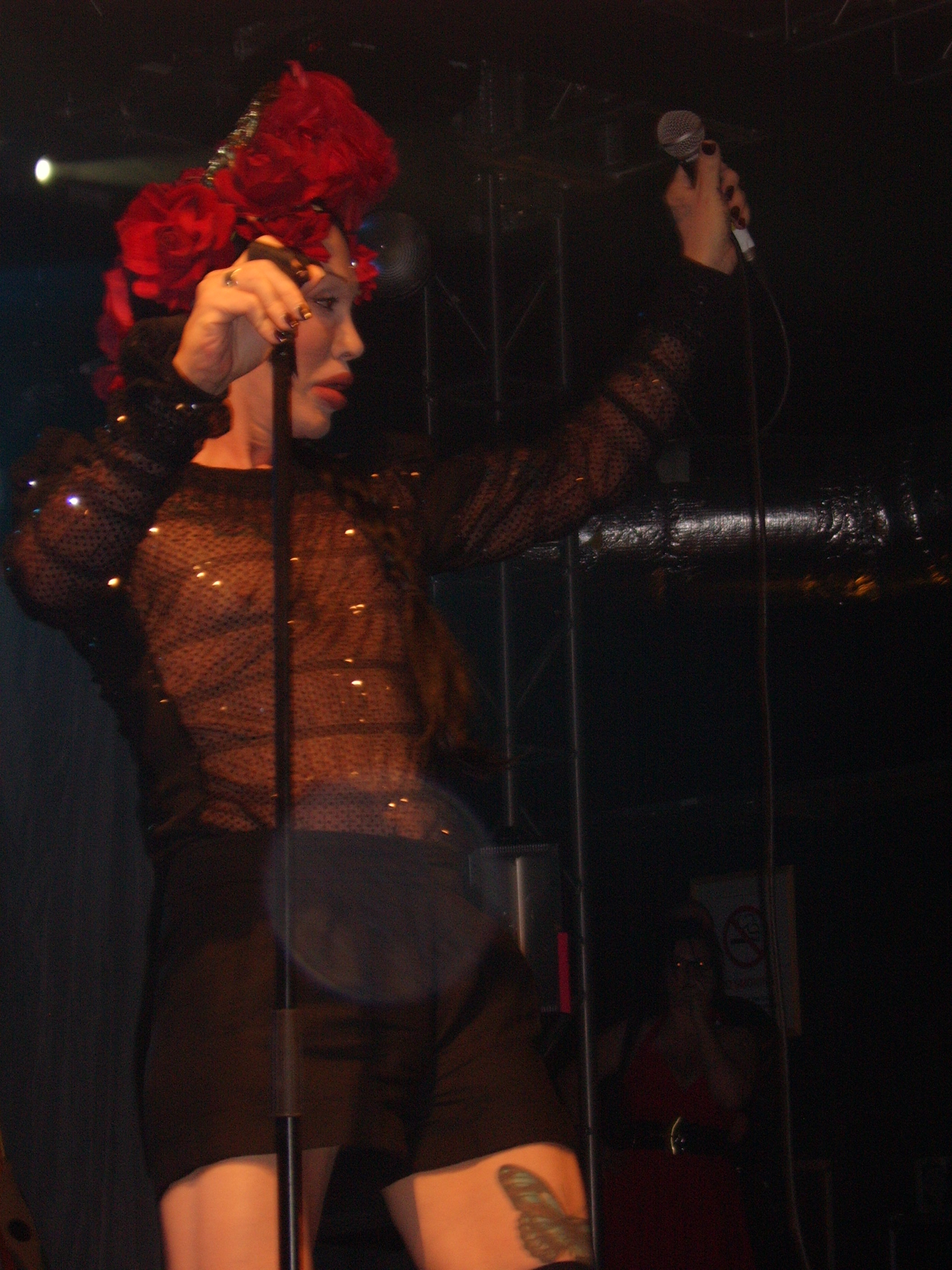
Pete Burns, wokalista zespołu (2008)

Zespół początkowo nazywał się Nightmares in Wax. Zespół wydał kilka EP-ek. Pod wpływem wokalisty Pete’a Burnsa grupa zmieniła w 1980 roku nazwę na Dead or Alive, która według niego była bardziej medialna. Przez pierwsze lata przez zespół przewijało się wielu muzyków – stałym członkiem był Pete Burns, który posiadał pełne prawa do nazwy zespołu. Ze względu na androgyniczny wizerunek wokalisty zespół porównywano do Culture Club, zaś samego Burnsa do Boya George’a.
W 1983 roku ukazał się singel „Misty Circles” wydany przez wytwórnię Epic. W maju 1984 roku ukazał się debiutancki album Sophisticated Boom Boom, na którym znalazł się utwór „That’s the Way (I Like It)” (cover z repertuaru KC and the Sunshine Band). Latem 1984 roku rozpoczęły się pracę nad albumem Youthquake, który ukazał się w 1985 roku. Na drugim longplayu znalazł się utwór „You Spin Me Round (Like a Record)” wydany także na singlu. Album Youthquake rozszedł się w nakładzie ponad 100 tysięcy kopii.
W 1986 roku ukazał się trzeci album – Mad, Bad, and Dangerous to Know, na którym znalazł się przebój Brand New Lover. Kolejne single wzbudzały kontrowersję z uwagi na homoseksualne akcenty (teledysk do utworu „I'll Save You All My Kisses”), bluźniercze okładki („Something in My House”) lub wykorzystanie cytatów z filmu Egzorcysta („Mortevicar”). Po wydaniu trzeciego albumu Burns zrezygnował ze współpracy z ówczesnymi producentami.
W 1988 roku ukazał się album Nude. Z tego albumu pochodzą takie piosenki jak: „Turn Around and Count 2 Ten” (która odniosła sukces w Japonii) czy też „Come Home with Me Baby” (która odniosła sukces w Brazylii). W ramach promocji albumu Dead or Alive zagrał koncert w Tokio dla 45 tysięcy fanów oraz otrzymał statuetkę Japan Grand Prix za album roku.
W latach dziewięćdziesiątych Dead or Alive wydał albumy: Fan the Flame (Part 1) i Nukleopatra (na której znalazł się cover „Rebel Rebel” Davida Bowiego).
W 2000 roku Dead or Alive wydał kompilację Fragile, na którą trafiły remiksy największych przebojów zespołu, kilka nowych kompozycji oraz covery („Even Better Than the Real Thing” U2 oraz „I Promised Myself” Nicka Kamena). W 2001 roku ukazała się składanka Unbreakable, a dwa lata później Evolution: the Hits.

## Członkowie zespołu
- Pete Burns – wokalista (1979–2016, zm. 2016)
- Martin Healy – instrumenty klawiszowe (1979–1983)
- Mick Reid – gitary (1979–1980)
- Walter Ogden – gitara basowa (1979)
- Rob Jones – gitara basowa (1979)
- Paul Hornby – perkusja (1979)
- Phil Hurst – perkusja (1979–1980)
- Pete Lloyd – gitara basowa (1980)
- Joe Musker – perkusja (1980–1982)
- Sue James – gitara basowa (1980–1981)
- Adrian Mitchley – gitary (1980–1981)
- Mike Percy – gitara basowa, gitary, instrumenty klawiszowe (1981–1988)
- Wayne Hussey – gitary (1981–1984)
- Steve Coy – perkusja, instrumenty klawiszowe, gitary, gitara basowa (1982–2016, zm. 2018)
- Sonia Mazumder  - chórki/tancerka (1982–1984)
- Timothy Lever – instrumenty klawiszowe, saksofon, gitary, sekwencery (1983–1988)
- Peter Oxendale – instrumenty klawiszowe (1989–1995)
- Jason Alburey – instrumenty klawiszowe (1995–2003)
- Dean Bright – instrumenty klawiszowe, keytar (1995–2003)

## Dyskografia

### Albumy
| Rok  | Tytuł                                    | Najwyższa pozycja | Najwyższa pozycja | Najwyższa pozycja | Najwyższa pozycja | Sprzedaż | Sprzedaż | Sprzedaż |
| Rok  | Tytuł                                    | UK                | US                | JAP               | GER               | UK       | US       | JAP      |
| ---- | ---------------------------------------- | ----------------- | ----------------- | ----------------- | ----------------- | -------- | -------- | -------- |
| 1984 | Sophisticated Boom Boom                  | 29                | –                 | –                 | 82                | –        | –        | –        |
| 1985 | Youthquake                               | 9                 | 31                | 31                | 14                | Złoto    | Złoto    | –        |
| 1986 | Mad, Bad, and Dangerous to Know          | 27                | 52                | 19                | 21                | –        | –        | –        |
| 1987 | Rip It Up                                | 62                | 195               | 4                 | 36                | –        | –        | Złoto    |
| 1988 | Nude                                     | 82                | 106               | 9                 | 64                | –        | –        | Złoto    |
| 1989 | Nude: Remade, Remodelled                 | –                 | –                 | 17                | –                 | –        | –        | –        |
| 1990 | Fan the Flame (Part 1) (tylko w Japonii) | –                 | –                 | 23                | –                 | –        | –        | –        |
| 1995 | Nukleopatra                              | –                 | –                 | 100               | –                 | –        | –        | –        |
| 2000 | Fragile (tylko w Japonii)                | –                 | –                 | 45                | –                 | –        | –        | –        |
| 2001 | Unbreakable                              | –                 | –                 | –                 | –                 | –        | –        | –        |
| 2003 | Evolution: The Hits                      | 44                | –                 | 47                | 42                | –        | –        | –        |

### Single
| Rok  | Utwór                                            | UK  | US | US Dance | JAP | GER | AUS | CH | Album                          |
| ---- | ------------------------------------------------ | --- | -- | -------- | --- | --- | --- | -- | ------------------------------ |
| 1980 | „I'm Falling”                                    | –   | –  | –        | –   | –   | –   | –  | (bez albumu)                   |
| 1981 | „Number Eleven”                                  | –   | –  | –        | –   | –   | –   | –  | (bez albumu)                   |
| 1982 | „It’s Been Hours Now” EP                         | –   | –  | –        | –   | –   | –   | –  | (bez albumu)                   |
| 1982 | „The Stranger”                                   | –   | –  | –        | –   | –   | –   | –  | (bez albumu)                   |
| 1983 | „Misty Circles”                                  | 100 | –  | 4        | –   | –   | –   | –  | Sophisticated Boom Boom        |
| 1983 | "What I Want”                                    | 88  | –  | –        | –   | 99  | –   | –  | Sophisticated Boom Boom        |
| 1984 | „I’d Do Anything”                                | 79  | –  | –        | –   | 72  | –   | –  | Sophisticated Boom Boom        |
| 1984 | „That’s the Way (I Like It)”                     | 22  | –  | 28       | ^   | 96  | 45  | –  | Sophisticated Boom Boom        |
| 1984 | „What I Want” (wznowienie)                       | 87  | –  | –        | –   | 81  | –   | –  | Sophisticated Boom Boom        |
| 1984 | „You Spin Me Round (Like a Record)”              | 1   | 11 | 2        | 1   | 2   | 3   | 1  | Youthquake                     |
| 1985 | „Lover Come Back to Me”                          | 11  | 75 | 13       | –   | 5   | 13  | 5  | Youthquake                     |
| 1985 | „In Too Deep”                                    | 14  | –  | –        | –   | 11  | 31  | –  | Youthquake                     |
| 1985 | „My Heart Goes Bang (Get Me to the Doctor)”      | 23  | –  | 15       | –   | 14  | 41  | –  | Youthquake                     |
| 1986 | „Brand New Lover”                                | 31  | 15 | 1        | 1   | 22  | 21  | –  | Mad, Bad and Dangerous To Know |
| 1987 | „Something in My House”                          | 12  | 58 | 3        | –   | 16  | 19  | –  | Mad, Bad and Dangerous To Know |
| 1987 | „Hooked on Love”                                 | 69  | –  | –        | –   | 60  | 33  | –  | Mad, Bad and Dangerous To Know |
| 1987 | „I'll Save You All My Kisses”                    | 78  | –  | –        | 85  | 39  | 47  | –  | Mad, Bad and Dangerous To Know |
| 1988 | „Turn Around and Count 2 Ten”                    | 70  | –  | 2        | 1   | 6   | 30  | –  | Nude                           |
| 1989 | „Come Home with Me Baby”                         | 62  | 69 | 1        | 1   | 26  | 45  | –  | Nude                           |
| 1989 | „Baby Don't Say Goodbye”                         | –   | –  | 6        | 1   | 93  | –   | –  | Nude                           |
| 1991 | „Your Sweetness (Is Your Weakness)”              | –   | –  | –        | –   | –   | –   | –  | Fan the Flame (Part 1)         |
| 1991 | „Gone 2 Long”                                    | –   | –  | –        | –   | –   | –   | –  | Fan the Flame (Part 1)         |
| 1991 | „Unhappy Birthday” / „Total Stranger”            | –   | –  | –        | –   | –   | –   | –  | Fan the Flame (Part 1)         |
| 1994 | „Rebel Rebel” (jako „International Chrysis”)     | –   | –  | –        | –   | –   | 97  | –  | (niezależne wydanie)           |
| 1996 | „You Spin Me Round (Like a Record)” ('96 remix)  | –   | –  | –        | –   | –   | 28  | –  | Nukleopatra                    |
| 1996 | „Sex Drive”                                      | –   | –  | –        | –   | –   | 52  | –  | Nukleopatra                    |
| 2001 | „Hit and Run Lover”                              | –   | –  | –        | 2   | –   | –   | –  | Fragile                        |
| 2003 | „You Spin Me Round 2003”                         | 23  | –  | 21       | –   | 96  | 62  | –  | Evolution                      |
| 2006 | „You Spin Me Round (Like a Record)” (wznowienie) | 5   | –  | 13       | –   | –   | –   | –  | Youthquake                     |